# Дальневосточная зона ПВО
Дальневосточная зона ПВО — территориальное оперативное объединение войск ПВО СССР накануне и во время Великой Отечественной войны, выполнявшее противовоздушную оборону войск и важных административно-политических и промышленных центров, расположенных в границах Дальневосточного фронта.

## История формирования и боевой путь
Дальневосточная зона ПВО была образована приказом НКО СССР № 0015 от 14 февраля 1941 года в границах Дальневосточного фронта. Штаб зоны — город Хабаровск. Границы зоны — в пределах Дальневосточного фронта. В состав зоны вошли районы ПВО — Ново-Покровский, Куйбышевский, Хабаровский, Иманский, Сахалинский, Ворошиловский, Владивостокский (НК ВМФ), Приморский (НК ВМФ). Командующий зоной является помощником командующего войсками Дальневосточного фронта.
На Дальневосточную зону ПВО с начала формирования и до мая 1945 года возлагались задачи прикрытия объектов на территории в границах недействующих Дальневосточного фронта. При этом зона имела в составе шесть бригадных районов ПВО, одну бригаду ПВО и одну истребительную авиадивизию.
История организационного строительства:
- Дальневосточная зона ПВО;
- Приамурская армия ПВО;
- Дальневосточная армия ПВО (с 29.10.1945 г.)[2];
- 11-я отдельная армия ПВО (с 24.03.1960 г.)[3];
- 11-я отдельная Краснознамённая армия ПВО (с 30.04.1975 г.)[4];
- войсковая часть 64603.

В составе ВС Российской Федерации:
- 11-я отдельная Краснознамённая армия ПВО;
- 11-я армия ВВС и ПВО (с 01.07.1998 г.)
- 3-е Краснознамённое командование ВВС и ПВО (с 01.12.2010 г.);
- 11-я армия ВВС и ПВО (с 01.08.2015 г.).

Формирование зоны происходило весной 1941 года. Состав зоны включал 6 бригадных районов и 3 истребительных авиационных полка. К концу 1942 года зона насчитывала 6 бригадных районов и 149-ю истребительную авиационную дивизию, объединившую три ранее отдельных истребительных авиационных полка. В феврале 1943 года в состав зоны вошли 5-я бригада ПВО в составе 749-го зенитно-артиллерийского полка, 8-го зенитно-пулеметного полка и 559-го батальона ВНОС и отдельные части — четыре отдельных зенитных артиллерийских дивизиона (77-й, 78-й, 155-й и 398-й). В июне 1943 года номерные бригадные районы ПВО получили собственные имена: 1-й бригадный район ПВО стал именоваться Куйбышевский бригадный район, 2-й — Хабаровский бригадный район, 3-й — Биробиджанский бригадный район, 4-й — Спасский бригадный район, 5-й — Ворошиловский бригадный район и 6-й — Комсомольский бригадный район, а в августе Биробиджанский бригадный район переименован в Бикинский бригадный район и сформирован ещё один — Николаевский бригадный район. В августе 1944 года расформировано управление Хабаровского бригадного района ПВО.
С принятием решения Ставки о развертывании группировки Сухопутных войск для разгрома империалистической Японии потребовалось усиление прикрытия от возможных ударов с воздуха Транссибирской железнодорожной магистрали и других коммуникаций, важных промышленных объектов и складов, группировок войск фронта. Постановлением Государственного Комитета Обороны «Об усилении противовоздушной обороны Дальнего Востока и Забайкалья» от 14 марта 1945 года за № 7828сс было определено формирование в марте-апреле трех армий ПВО: Приморской, Приамурской и Забайкальской. Формируемые армии передавались в подчинение военным советам общевойсковых фронтов, а в специальном отношении — командующему артиллерией Красной Армии. Соединения и части армий ПВО Дальнего Востока и Забайкалья уже с апреля — мая 1945 года выполняли задачи прикрытия магистралей, территории и войск в период наращивания группировок. В апреле 1945 г. Дальневосточная зона ПВО переформирована в Приамурскую армию ПВО, часть соединений зоны вошла в Приморскую армию ПВО.
Дальневосточная зона ПВО в состав действующей армии зона не входила.

## Командующий
- генерал-майор артиллерии Яков Корнеевич Поляков[1], май 1941 года — 2 мая 1945 года